# Lucky 7 (album de Statik Selektah)
Pour les articles homonymes, voir Lucky 7.
Albums de Statik Selektah
What Goes Around
(2014)
Singles
1. Beautiful Life
Sortie : 8 juin 2015

Lucky 7 est le septième album studio de Statik Selektah, sorti le 7 juillet 2015.

## Liste des titres
| No  | Titre                                                                          | Contient un (des) sample(s) de                                          | Durée |
| --- | ------------------------------------------------------------------------------ | ----------------------------------------------------------------------- | ----- |
| 1.  | Intro (featuring Hannibal Buress)                                              |                                                                         | 1:21  |
| 2.  | Another Level (featuring Rapsody)                                              |                                                                         | 3:14  |
| 3.  | Beautiful Life (featuring Action Bronson et Joey Bada$$)                       | Fate de Chaka Khan I Wouldn't Change a Thing de Coke Escovedo           | 3:21  |
| 4.  | Hood Boogers (featuring Your Old Droog et Chauncy Sherod)                      |                                                                         | 3:22  |
| 5.  | The Locker Room (featuring Dave East)                                          |                                                                         | 2:58  |
| 6.  | In the Wind (featuring Joey Bada$$, Big K.R.I.T. et Chauncy Sherod)            |                                                                         | 4:01  |
| 7.  | Crystal Clear (featuring Royce da 5'9")                                        |                                                                         | 3:39  |
| 8.  | How You Feel (featuring Mick Jenkins)                                          |                                                                         | 2:32  |
| 9.  | Murder Game (featuring Smif-n-Wessun, Young M.A et Buckshot)                   |                                                                         | 3:20  |
| 10. | Gentlemen (featuring Illa Ghee, Sean Price et Fame)                            | Players (Of the Game) d'Ethos                                           | 2:54  |
| 11. | Bodega! (featuring Bodega Bamz)                                                |                                                                         | 3:07  |
| 12. | The Trophy Room (featuring Skyzoo, Ea$y Money, Domo Genesis et Masspike Miles) | Footprints on the Moon de Francis Lai Leroy the Magician de Gary Burton | 3:59  |
| 13. | Sucker Free (featuring JFK)                                                    |                                                                         | 4:36  |
| 14. | Wall Flowers (featuring Your Old Droog, Termanology et Lord Sear)              |                                                                         | 3:20  |
| 15. | Top Tier (featuring Sean Price, Bun B et Styles P)                             |                                                                         | 3:19  |
| 16. | Silver Lining (featuring ASAP Twelvyy, Kirk Knight et Chauncy Sherod)          | Aegian Sea d'Aphrodite's Child                                          | 3:20  |
| 17. | Cold (featuring Wais P et Jared Evan)                                          |                                                                         | 3:24  |
| 18. | All You Need (featuring Action Bronson, Ab-Soul et Elle Varner)                |                                                                         | 3:39  |
| 19. | Scratch Off (featuring CJ Fly, Talib Kweli et Cane)                            |                                                                         | 4:43  |
| 20. | Alone (featuring Joey Bada$$)                                                  |                                                                         | 3:31  |
| 21. | Harley's Blues                                                                 |                                                                         | 1:24  |